# Danny Wagner
Daniel Earnest "Danny" Wagner (nacido el 1 de agosto de 1922 en Houston, Texas y fallecido el 27 de diciembre de 1997) fue un jugador de baloncesto estadounidense que disputó una temporada en la BAA, además de jugar en la NBL. Con 1,83 metros de estatura, jugaba en la posición de Base.

## Trayectoria deportiva

### Universidad
Jugó durante su etapa universitaria con los Longhorns de la Universidad de Texas en Austin, siendo junto con Slater Martin y John Hargis los primeros jugadores de dicha institución en llegar a jugar en la BAA o la NBA.

### Profesional
Comenzó su carrera profesional en los Midland Dow A.C.'s de la NBL, con los que jugó la única temporada del equipo en la liga, en la que promedió 5,0 puntos por partido. Tras la desaparición de los A.C.'s, fichó por los Sheboygan Redskins, y en su primera campaña en el equipo promedió 5,3 puntos, con un destacado 74,3% desde la línea de tiros libres.
En 1949 los Red Skins se incorporaron a la NBA, donde Wagner jugaría únicamente once partidos, en los que promedió 6,3 puntos y 1,6 asistencias por partido.

## Estadísticas de su carrera en la NBA

### Temporada regular
| Temporada | Edad | Equipo             | Liga | Pos. | P  | TC  | TCA | %TC  | TL  | TLA | %TL  | ASIS | FP  | PTS |
| 1949-50   | 27   | Sheboygan Redskins | NBA  |      | 11 | 1.7 | 4.9 | .352 | 2.8 | 3.2 | .886 | 1.6  | 2.0 | 6.3 |
| Total     |      |                    | NBA  |      | 11 | 1.7 | 4.9 | .352 | 2.8 | 3.2 | .886 | 1.6  | 2.0 | 6.3 |